# The Golden Vanity
The Golden Vanity è un'ambientazione musicale di un adattamento di Colin Graham di una canzone popolare tradizionale, nota anche come "The Sweet Trinity", per voci di ragazzi (cinque solisti e coro) e pianoforte del compositore inglese Benjamin Britten (1913 - 76).

## Storia
Il compositore lo ha descritto come un vaudeville. I ragazzi recitano le parti oltre che cantare; Britten ha scritto sulla partitura: "Il Vaudeville dovrebbe essere dato in costume ma senza scene... L'azione... dovrebbe essere mimata in modo semplice e sono necessarie solo alcune proprietà di base, come telescopi e una corda.. . Un tamburo dovrebbe essere usato per il suono del fuoco di cannone".
The Golden Vanity è stato composto nel 1966 e presentato in anteprima il 3 giugno 1967 al Festival di Aldeburgh dai I piccoli cantori di Vienna (Wiener Sängerknaben), a cui è stato dedicato. Gli appunti di Britten sulla partitura indicano che il lavoro è nato da una richiesta degli stessi ragazzi de I piccoli cantori di Vienna, di esibirsi nei loro tour. "Chiesero in particolare di non dover recitare in ruoli femminili", scrisse Britten. The Golden Vanity è stato pubblicato col numero di op. 78.
Secondo Graham I piccoli cantori di Vienna avevano dato uno spettacolo "tumultuoso" alla prima; ma quando tornarono in Inghilterra per eseguirlo alla Royal Festival Hall alcuni mesi dopo, erano "assolutamente distrutti ed esausti" dopo "uno dei loro interminabili tour mondiali". Britten "era furioso e presentò una denuncia formale al direttore del coro per sfruttamento ed esaurimento dei ragazzi". Il lavoro fu successivamente eliminato dal loro repertorio.
Britten ambientò una delle versioni più cupe della canzone, in cui il coraggioso mozzo viene abbandonato ad affogare. John Bridcut lo ha riassunto così: "Racconta la storia di una battaglia in mare e di un mozzo che assicura la vittoria all'equipaggio della Golden Vanity perforando la nave dei pirati che stanno combattendo e affondandola. Il suo capitano rinnega la ricompensa promessa (la mano di sua figlia) e lascia il ragazzo ad annegare. Ma lo spirito del ragazzo ritorna alla fine del pezzo, proprio come a Curlew River due anni prima".
Il lavoro include allusioni letterarie e musicali di passaggio all'opera Billy Budd del 1951 di Britten.

## Movimenti
It falls into four sections:
1. "There Was a Ship Came from the North Country"
2. "Then Up Spake the Cabin-boy"
3. "Casting His Clothes Off He Dived into the Sea"
4. "They Laid Him on the Deck"

A typical performance takes about 18 minutes.

## Incisioni
- 1993 – The Wandsworth School Boys' Choir, Benjamin Britten (piano), Russell Burgess (choral director). Decca CD 436 397-2; recorded 1970[4][6][7]
- 1994 – Wiener Sängerknaben, Andrei Gavrilov (piano). Deutsche Grammophon CD 439 778-2[8]